# Pelidnota chibchana
Pelidnota chibchana är en skalbaggsart som beskrevs av Ohaus 1922. Pelidnota chibchana ingår i släktet Pelidnota och familjen Rutelidae. Inga underarter finns listade i Catalogue of Life.